# T3克里斯蒂坦克
T3克里斯蒂坦克（英語：Christie T3）是由美國工程師約翰·沃爾特·克里斯蒂研發的一款輕型坦克。他在研發出這款坦克之前曾先後研發出一些如M1919、M1921等款式相近的坦克，但是這些坦克與T3坦克都未能得到美國軍方的青睞。T3坦克的特點有二：一是乘員可以在履帶或負重輪這兩種系統中任選選一種作為行動裝置；二是它安裝了一種名為克里斯蒂懸吊的懸吊系統。「克里斯蒂懸吊」的越野性能和可靠性都優於當時的主流懸吊裝置。
雖然美軍沒有採納T3坦克，但這仍不影響T3克里斯蒂坦克對同時代的坦克的發展產生深遠影響——蘇聯、英國都曾經將這款坦克的技術應用於本國的坦克上。

## 歷史

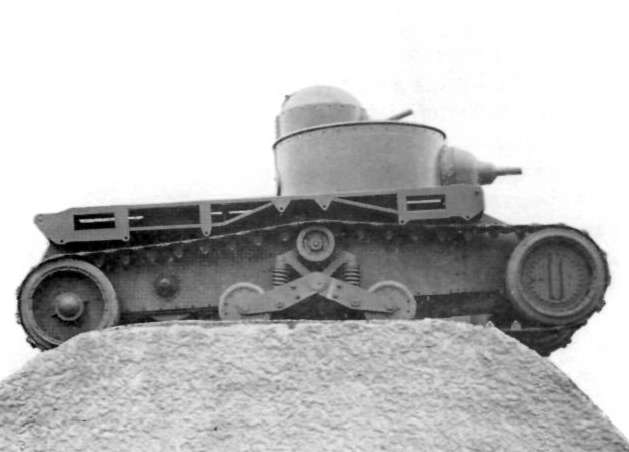
M1919，最早期的克里斯蒂坦克

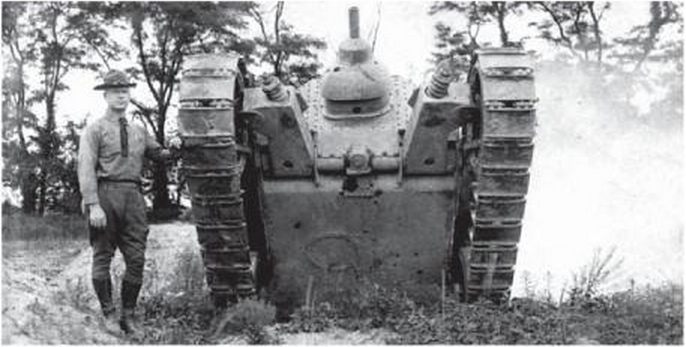
克里斯蒂M1921坦克，可以看到安裝在車體前方的主炮

1920年代各國廣為採用的彈簧懸吊裝置常常造成坦克行駛速度緩慢、越野能力差，制約了當時坦克的發展。不少歐美工程師都注意到了這一點，而美國工程師約翰·沃爾特·克里斯蒂就是其中一人。
克里斯蒂最早在1919年設計出了一款名為「M1919」的坦克。這款坦克的特別之處有二：一是它的兩個負重輪上裝有彈簧和平衡裝置（這種系統即後來的克里斯蒂懸吊）；二是這款坦克在拆除履帶後可以使用負重輪行走。儘管這款坦克有這兩個特點，但因為這款坦克的兩種砲塔都不能做到360度迴旋，加之低功率發動機造成的行駛速度緩慢，軍方將之拒之門外。
不過，克里斯蒂並沒有就此放棄。3年後的1921年，他研發出了M1919的改進型M1921。與M1919不同，這款坦克沒有安裝旋轉砲塔，而是將主炮安裝在車體前方。軍方以此為由再次將他的設計拒之門外。1928年，克里斯蒂又設計出了另外一款名為M1928的坦克。這款坦克接受了軍方的測試，但因為存在沒有砲塔、裝甲薄弱、只能在硬質路面上使用輪行走、機體不可靠、履帶常常壞掉或者脫落這些問題而再次被拒。。不過，這一次，軍方給了克里斯蒂一次機會——讓他再製造出一輛測試用車。軍方許諾：如果他成功做到，就給他54,500美元的酬金。
此後，克里斯蒂開始着手對M1928進行改進。改進工作在1931年完成。他將改進後的型號命名為「克里斯蒂M1931坦克」。雖然這款坦克並不完全符合軍方的要求，但軍方仍然在1931年6月12日訂購了7輛，並將之命名為T3。這其中有4輛以「T1」的編號轉交給了美國騎兵部隊。不久後，克里斯蒂又開發出一款T3坦克的改進型號。改進後的型號被稱為「T3E2」。T3E2採用了新式的雙人砲塔、輕量化的材料，安裝了更多的（五挺）機槍、一臺435匹的寇蒂斯 TD12 1135ci發動機、更厚的裝甲。在測試後，美國軍方訂購了5款這樣的坦克。因為克里斯蒂當時正忙着他的下一個計劃，所以這五輛坦克是由拉法蘭（La France）消防車製造廠包辦，而不是由他的公司生產。

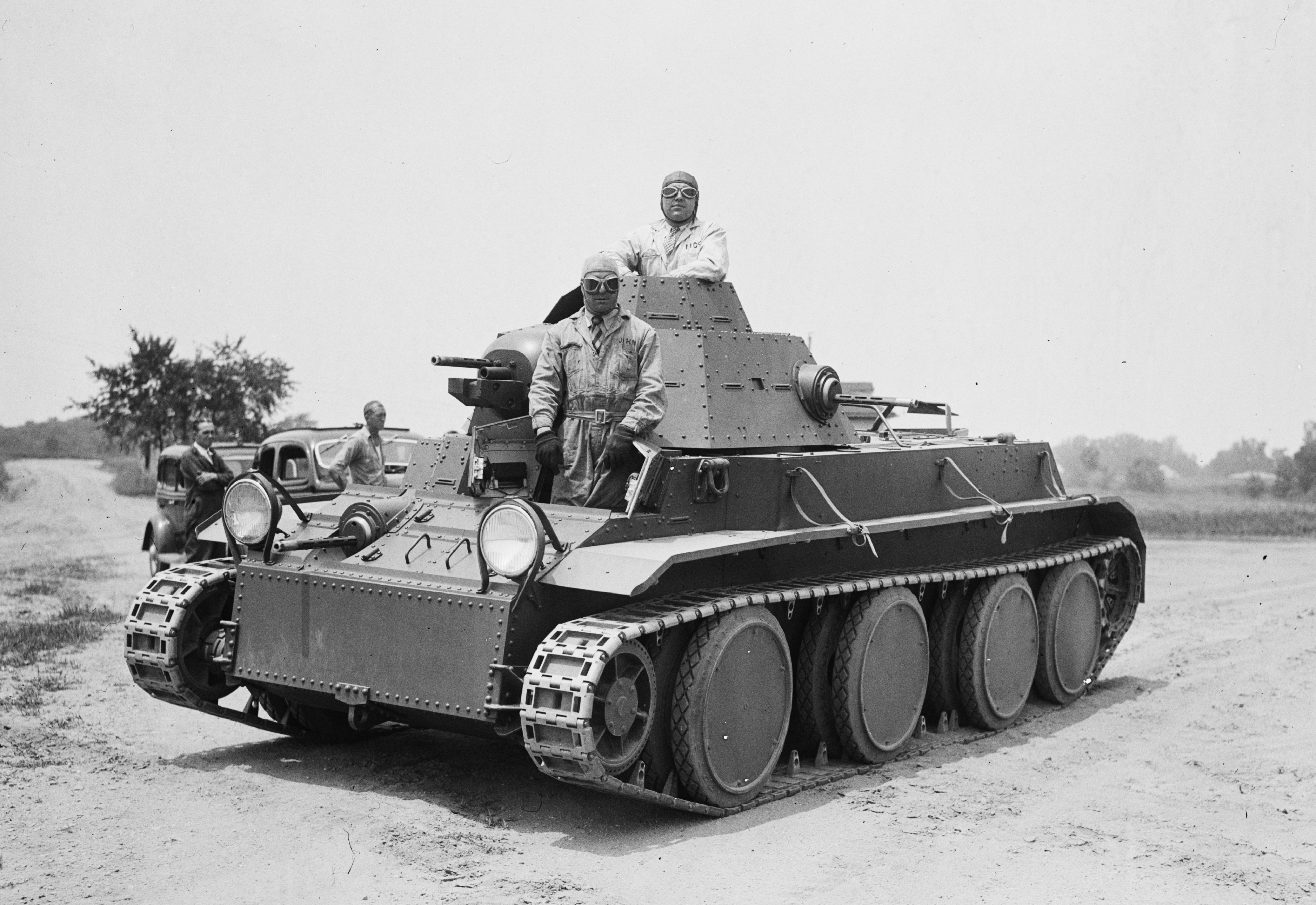
T3E2，摄于1936年

隨着測試的進行，克里斯蒂和軍方就T3坦克在未來戰鬥中應該扮演什麼角色這一問題發生了爭執——美軍認為克里斯蒂的坦克更適合作為輕型坦克，而克里斯蒂卻認為他的坦克更適合作為中型坦克。為解決這一爭端，軍方在這一階段曾要求克里斯蒂再設計一款更符合他們要求的坦克，但他卻拒絕了這一要求。最終，雙方因為無法達成共識而分道揚鑣，T3坦克也因而未能在美國投入量產。在這次談判破裂後，克里斯蒂又設計出了一些坦克，但是卻僅僅停留在原型車甚至藍圖階段。

## 性能
T3克里斯蒂坦克全重10.5噸，由3名乘員操作。它所使用的砲塔可以進行360度迴旋，砲塔上安裝的主炮是一門短身管型的37毫米火炮，攜帶126發炮彈。乘員需手動轉動砲塔及調節火砲俯仰角。砲塔主炮配有一挺7.62毫米同軸機槍，攜帶3000發彈藥。它使用了傾斜裝甲——一種可以增加等效裝甲值和跳彈機率的設計。這款坦克的最大特色是採用了克里斯蒂懸吊。這種懸吊的載重能力好、越野能力和耐用性都高於當時居主流地位的彈簧懸吊。這種懸掛無托帶輪，就算一個負重輪高度上抬、彈簧高度壓縮，其餘三個負重輪上的彈簧也都能保持舒張狀態。因為負重輪直徑大且通過扭力杆與車體相連，所以坦克的行駛效率要高於使用彈簧懸吊的設計。坦克在拆除履帶後，可以使用負重輪行駛。使用輪行駛時，速度可達75公里/時。T3的改進型T3E2安裝了新式的雙人砲塔、五挺機槍、更厚的裝甲和一臺435匹的寇蒂斯 TD12 1135ci發動機，使用輪行走時速度可高達96.6公里/時。

## 在其他國家的情況

### 波蘭
1920年代晚期，波蘭想要自主設計一款更加現代化的坦克來替代老舊的雷諾FT-17坦克。1926年，克里斯蒂向波蘭推銷他的M1921坦克。但是，波蘭卻以這款坦克速度慢而且過於普通而拒絕購入這款坦克。到了1929年，在克里斯蒂設計出M1928坦克之後，波蘭派人員到美國與克里斯蒂洽談購買事宜。1930年，波蘭和克里斯蒂簽訂了購買合同，並且付給了他1萬美元的訂金。此外，波蘭還願意在對這款坦克完成評估後以9萬美元的價格買下生產許可。但是，1930年克里斯蒂完成樣車之後卻拒絕將之交付給波蘭，因為他要求波蘭買下生產許可。他稱這樣做的目的是為了防止他的坦克在波蘭被「非法仿製」。但是，波蘭卻不接受這樣的條件。最終，克里斯蒂只得撕毀合同，並退還訂金。波蘭訂購的兩輛坦克後以「T3E1」的名義留在了美軍中。1936年他又向波蘭推銷他的坦克，卻被波蘭方面拒絕。不過，後來波蘭自主研發的10TP坦克的懸吊系統和傳動機構倒是借鑑了克里斯蒂坦克的設計。

### 蘇聯
1930年，蘇聯設在美國的採購公司阿姆特爾格貿易公司與克里斯蒂簽訂了為期10年的專利買斷合同，並購買了2輛克里斯蒂坦克。但是，因為政治原因，蘇聯僅能以「拖拉機」的名義購入兩輛沒有安裝砲塔和武器的克里斯蒂坦克。當這兩輛坦克運出美國之後，美國政府纔反應過來，試圖阻止這兩輛坦克被運到蘇聯，但是為時已晚。這兩輛克里斯蒂坦克在運到蘇聯之後，蘇聯隨即對其進行了測試，並製造出了一款簡單的複製品BT-1。蘇聯在掌握克里斯蒂坦克的技術後，即將相關技術應用到了蘇製坦克上。後來的BT坦克、T-34坦克都使用了克里斯蒂坦克的技術。

### 英國
1936年，英國新任的陸軍部機械化署副署長吉法德·馬特爾，在觀看了蘇聯安裝克里斯蒂懸吊的BT坦克的表演之後，決定將克里斯蒂懸吊裝上英國坦克。與克里斯蒂接觸交涉後，英國成功獲得了一輛克里斯蒂坦克。隨後，英國以此為基礎設計出了自己的克里斯蒂懸吊，並將其安裝在包括Mk.III、Mk.IV巡航坦克在內的快速巡航坦克上。

## 影響
雖然T3克里斯蒂坦克因為在火力和耐用性方面表現不佳而受到了部分人士的批評，但在M1928坦克誕生後，一名名叫C.C.本森的美國騎兵軍官對這款坦克大加讚賞，並在兩份軍事雜誌上稱其為「克里斯蒂M1940新型坦克」（意為這款坦克所採用的技術領先了時代10年）。其後，蘇聯人從克里斯蒂那裏買到了專利權，並在後續的蘇聯坦克上採用了M1928坦克所用的克里斯蒂懸吊。有現代坦克先驅之稱的T-34坦克所用的懸掛裝置即為克里斯蒂懸掛。另外，英國也購買了克里斯蒂坦克，並將其技術用於本國的坦克上。有人這樣評論：「一戰結束後十年，克里斯蒂坦克是美國坦克製造業唯一的亮點。」

## 外部連結
- Youtube上克里斯蒂M1931的視頻（页面存档备份，存于）